# زندگی یک شوگرل
زندگی یک شوگرل (انگلیسی: The Life of a Showgirl) دوازدهمین آلبوم استودیویی آتی تیلور سوئیفت، خواننده-ترانه‌سرای آمریکایی، است که قرار است در ۳ اکتبر ۲۰۲۵ از طریق ریپابلیک رکوردز منتشر شود. سوئیفت ایدهٔ این آلبوم را در جریان بخش اروپایی تور دوره‌ها در سال ۲۰۲۴ شکل داد. او ترانه‌نویسی و تهیه آلبوم را همراه با مکس مارتین و شلبک در سوئد انجام داد؛ این نخستین همکاری او با این دو نفر از زمان انتشار آلبوم اعتبار (۲۰۱۷) بود.
سوئیفت این پروژه را آلبومی پرجنب‌وجوش و سرزنده دربارهٔ زندگی‌اش به‌عنوان یک سرگرمی‌ساز توصیف کرد. زندگی یک شوگرل شامل ۱۲ قطعه است و سابرینا کارپنتر در قطعهٔ هم‌نام آلبوم حضور دارد. عکس‌های آلبوم را مِرت و مارکوس ثبت کرده‌اند و سوئیفت برای آن فضایی جسورانه با الهام از شوگرل و در تم نارنجی برگزیده است؛ روزنامه‌نگاران این سبک تصویری را پرزرق‌وبرق‌ترین و نمایشی‌ترین جلوه بصری در طول دوران کاری او توصیف کرده‌اند. او این آلبوم را در قسمت ۱۳ اوت ۲۰۲۵ پادکست ورزشی نیو هایتس (به میزبانی جیسون و تراویس کلسی) معرفی کرد؛ این قسمت پس از انتشار، رکورد بیشترین میزان تماشا در تاریخ پادکست نیو هایتس را شکست.

## پیشینه
تیلور سوئیفت در سپتامبر ۲۰۲۴، پنج ماه پس از انتشار یازدهمین آلبوم استودیویی خود، دپارتمان شاعران رنج‌کشیده (۲۰۲۴)، به موسیقی جدید اشاره کرد: او با گردنبندی دیده شد که حروف اول نامش در کنار عدد ۱۲ روی آن حک شده بود. او بعداً در فوریه ۲۰۲۵ در شصت و هفتمین مراسم سالانه گرمی با گوشواره‌های قرمز مزین به ۱۲ جواهر ظاهر شد. در آوریل ۲۰۲۵، یونیورسال میوزیک سوئد در پستی که اکنون حذف شده است، گزارش داد که اریک آرویندر، نوازنده چندساز سوئدی، در تولید دوازدهمین آلبوم استودیویی سوئیفت نقش داشته است.
در ۳۰ مه ۲۰۲۵، سوئیفت اعلام کرد که مالکیت کامل شش آلبوم استودیویی اول خود را به دست آورده است و به اختلاف شش‌ساله پایان داد. این اعلامیه شامل لوگوی جدیدی از حروف اول اسم و فامیل او (TS) بود که به سبک آرت دکو طراحی شده بود. مانند انتشار آلبوم‌های قبلی‌اش، سوئیفت چندین ایستر اگ در اعلامیه قرار داد، مانند دوازده حرف متوالی «I» در عبارت «I was thiiiiiiiiiiiis close» و محدود کردن دسترسی به این نامه در وب‌سایت خود به ۱۲ روز. در ۱۵ ژوئیه، مجله Hits خبر از نشانه‌های آلبوم جدید سوئیفت را داد اما این ادعا ساعاتی بعد حذف شد. تیم تبلیغاتی سوئیفت به زودی در ۱۸ ژوئیه شروع به راه‌اندازی رویدادهایی کرد، که شامل آلبوم‌های گذشته او بودند. در ۲۶ ژوئیه، د سان ادعا کرد که سوئیفت دو روز قبل مخفیانه در لس آنجلس یک موزیک ویدیو برای ترانه‌ای فیلمبرداری کرده است که فقط اعضای تیم خود اجازه شنیدن ریتم آن را داشتند.

## تبلیغات
در ۱۱ آگوست ۲۰۲۵، تیم تبلیغاتی سوئیفت، تیلور نیشن، با پستی حاوی ۱۲ عکس از سوئیفت با لباس‌های نارنجی‌رنگ از تور دوره‌ها، با عنوان «به زمانی که او گفت 'دوره بعدی می‌بینمت… فکر می‌کنم» از آلبوم جدیدش رونمایی کرد. کمی بعد، پادکست ورزشی هفتگی نیو هایتس ، به میزبانی دوست پسر سوئیفت و بازیکن تیم کانزاس سیتی چیفس، تراویس کلسی و برادرش جیسون، تصویری کوچک از قسمت بعدی منتشر کرد که سایه‌نمای سوئیفت را نشان می‌داد. یک شمارش معکوس با پس‌زمینه نارنجی در وب‌سایت سوئیفت ظاهر شد که در ساعت ۱۲:۱۲ بامداد به وقت تابستانی شرقی (UTC−۰۴:۰۰) منقضی می‌شد. نیو هایتس یک ویدیوی تیزر با حضور خود سوئیفت منتشر کرد که سوئیفتی‌ها آن را به‌عنوان اعلام قریب‌الوقوع آلبوم تفسیر کردند. وقتی شمارش معکوس به پایان رسید، وب‌سایت عنوان آلبوم را The Life of a Showgirl اعلام کرد.
در تیزر بعدی پادکست نیو هایتس، سوئیفت طرح جلد تار شده را نشان می‌دهد و تأیید کرد که قسمت پادکست آینده شامل جزئیاتی در مورد آلبوم خواهد بود. در همان روز، لیست پخش اسپاتیفای که توسط سوئیفت گردآوری شده بود، با عنوان «آره عزیزم، دنیای نمایش همینه»، از طریق بیلبوردهای شهر نیویورک و نشویل، تنسی تبلیغ شد. این لیست شامل ۲۲ آهنگ از دیسکوگرافی او است که توسط مکس مارتین و شلبک تهیه شده‌اند و نشان می‌دهد که این دو نفر آلبوم جدید را تهیه کرده‌اند.

## تولید
سوئیفت این آلبوم را به همراه مکس مارتین و شل‌بک تهیه کرد؛ هر دو پیش‌تر در آلبوم‌های سرخ (۲۰۱۲)، ۱۹۸۹ (۲۰۱۴) و اعتبار (۲۰۱۷) با او همکاری کرده بودند. سوئیفت گفت این همکاری پس از گفت‌وگو با مارتین در جریان تور دوره‌ها در استکهلم در مهٔ ۲۰۲۴ آغاز شد و در ماه‌های بعد، در فاصلهٔ بین تاریخ‌های کنسرتِ بخش اروپایی تور، برای ضبط آلبوم به سوئد سفر کرد. سوئیفت گفته که این آلبوم دربارهٔ آنچه در پشت صحنهٔ تور تجربه و احساس کرده، است. او همچنین توضیح داد که در این آلبوم هیچ قطعهٔ اضافه یا سورپرایزی وجود نخواهد داشت، زیرا می‌خواسته آلبوم دوازدهمش دقیقاً شامل ۱۲ قطعه باشد و تأکید کرد که می‌خواسته «بر کیفیت تمرکز کند نه کمیت».